# Бенерия, Лурдес
Лурдес Бенерия (исп. Lourdes Beneria; родилась в 1937 году) — испано-американский экономист. Автор и редактор множества книг и статей, связанных с экономикой труда, женским трудом, неформальной экономикой, гендером и развитием, развитием Латинской Америки и глобализацией.
Её последние работы были посвящены феминизации международной миграции и кризису в сфере ухода в Европе.
Работы Бенерии касались вопросов развития и рынков труда. В 2007 году она принимала участие в анализе политики, направленной на решение проблем, связанных с работой в семье и на рынке труда в Европейском Союзе (в частности в Испании и Латинской Америке). Исследовалась меняющаяся политика условий рынка труда в Европе в развивающихся странах. Она сотрудничала с проектом ЮНФПА, который изучал проблемы, с которыми сталкиваются в регионе Латинской Америки, а также участвовала в виртуальном Международном симпозиуме по гендерным вопросам и социальной сплоченности.

## Биография
Лурдес Бенерия родилась в Валь-де-Бои, Льейда, Испания. Она была почётным профессором кафедры городского и регионального планирования Корнеллского университета. До поступления в Корнелл она преподавала в Ратгерском университете и читала курсы в других международных центрах. Она проработала в МОТ два года и сотрудничала с другими организациями ООН, такими как ЮНИФЕМ и ПРООН, а также с несколькими НПО. В 1975 году она получила докторскую степень в Колумбийском университете. В 1987 году она получила должность почётного профессора в Корнеллском университете и преподавала до 2010 года. Она также была директором Программы по гендерным вопросам и глобальным изменениям, а также Программы латиноамериканских исследований.

## Образование
Окончила Барселонский университет. Степень бакалавра была получена ею в 1961 году, степень магистра в 1974 году и степень доктора экономики в Колумбийском университете в 1975 году.

## Известные идеи
Лурдес Бенерия, наряду с другими феминистками (Джин Гардинер, Сьюзан Химмельвайт, Джейн Хамфрис, Гита Сен и Максин Молинье) считается основоположницей дискуссии о различии марксизма и социалистического феминизма. Марксизм рассматривает связь гендерного неравенства с капитализмом, в то время как социалистический феминизм исследует способы, с помощью которых работа и труд создают системные силы, которые укрепляют патриархат и привилегии белых.

## Награды
- 2000 г. Лауреат премии Кука за работу в интересах женщин, Корнеллский университет.
- Премия имени Нарциса Монтуриоля 2002 года за пожизненный вклад в научную работу, Департамент культуры правительства Каталонии.[9]
- 2016 Медаль за труд президента Масиа и площадь за труд президента Масиа.[10]
- Премия Изабеллы де Вильена 2017 года за вклад в феминистскую деятельность, Comunitat Valenciana.[11]
- 2018 Креу-де-Сан-Жорди, Женералитат Каталонии, за жизненные достижения.[9]
- 2021: Почетный доктор Университета Лериды, Лерида, Испания.
- 2022: Почетный доктор Университета Ровира и Вирджили, Таррагона, Испания.

### Книги
- Benería, Lourdes. Women, households, and the economy / Lourdes Benería, Catharine R. Stimpson. — New Brunswick N.J : Rutgers University Press, 1987. — ISBN 9780813512648.
- Benería, Lourdes. Women and development - the sexual division of labor in rural societies: a study. — New York, N.Y : Praeger, 1982. — ISBN 9780030618024.
- Benería, Lourdes. The crossroads of class & gender: industrial homework, subcontracting, and household dynamics in Mexico City. — Chicago : University of Chicago Press, 1987. — ISBN 9780226042329.
- Benería, Lourdes. Unequal burden: economic crises, persistent poverty, and women's work / Lourdes Benería, Shelley Feldman. — Boulder : Westview Press, 1992. — ISBN 9780813382296.
- Benería, Lourdes. Gender and development: theoretical, empirical, and practical approaches / Lourdes Benería, Savitri Bisnath. — Cheltenham, UK Northampton, MA, USA : Edward Elgar Pub, 2001. — ISBN 9781840641943.
- Benería, Lourdes. Gender, development, and globalization: economics as if all people mattered. — New York : Routledge, 2003. — ISBN 9780415927079.
- Benería, Lourdes. Global tensions: challenges and opportunities in the world economy / Lourdes Benería, Savitri Bisnath. — New York : Routledge, 2004. — ISBN 9780415934411.
- Benería, Lourdes. Feminist economics / Lourdes Benería, Ann Mari May, Diana L Strassmann. — Cheltenham, UK Northampton, Massachusetts : Edward Elgar, 2011. — ISBN 9781843765684.
- Beneria, Lourdes; Berik, Gunseli; Floro, Maria S., Gender, Development and Globalization. Economics as if all people mattered, second edition. New York: Routledge 2016.

### Статьи
- Benería, Lourdes (November 1996). Thou shalt not live by statistics alone, but it might help. Feminist Economics. 2 (3): 139–142. doi:10.1080/13545709610001707856.
- Benería, Lourdes (July 2008). The crisis of care, international migration, and public policy. Feminist Economics. 14 (3): 1–21. doi:10.1080/13545700802081984. S2CID 216643334.
- Benería, Lourdes; Sen, Gita (Spring 1982). Class and Gender Inequalities and Women's Role in Economic Development: Theoretical and Practical Implications. Feminist Studies. 8 (1): 157–176. doi:10.2307/3177584. JSTOR 3177584.